# 富赛-派雷
富赛-派雷（法語：Foussais-Payré，法語發音：[fusɛ pɛʁe]）是法国卢瓦尔河地区大区旺代省的一个市镇，属于丰特奈勒孔特区。该市镇于1968年由原市镇富赛（Foussais）和旺代河畔派雷（Payré-sur-Vendée）合并而成。

## 地理
富赛-派雷（46°31'49"N, 0°41'2"W）面积34.42 平方千米，位于法国卢瓦尔河地区大区旺代省，该省份为法国西部沿海省份，北起大西洋卢瓦尔省和曼恩-卢瓦尔省，西临大西洋，南至滨海夏朗德省，东部及东南部与德塞夫勒省接壤。
与富赛-派雷接壤的市镇（或旧市镇、城区）包括：皮德塞尔、费莫罗、梅尔旺、圣伊莱尔德洛日、圣米歇尔勒克卢克、克桑通-沙斯农。

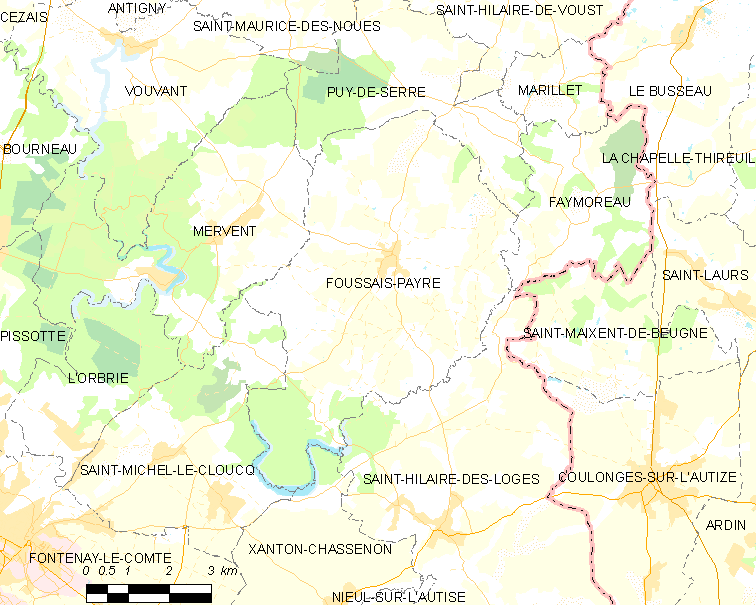
富赛-派雷的OSM定位图

富赛-派雷的时区为UTC+01:00、UTC+02:00（夏令时）。

## 行政
富赛-派雷的邮政编码为85240，INSEE市镇编码为85094。

## 政治
富赛-派雷所属的省级选区为丰特奈勒孔特县。

## 人口

1962-2008年间富赛-派雷人口变化图示

富赛-派雷于2022年1月1日时的人口数量为1176人。